# Ernst Waldow
Ernst Waldow (* 22. August 1893 in Berlin; † 5. Juni 1964 in Hamburg), geboren als Ernst Hermann Adolf de Wolff, war ein deutscher Schauspieler.

## Leben
Seine Eltern waren das Schauspielerehepaar Carl (Adolf Hubert) de Wolff und Therese Leontine Hedwig Zacharias. Waldow wollte die Schauspielschule am Königlichen Schauspielhaus in Berlin besuchen, bestand jedoch dort nicht die Aufnahmeprüfung, daher wechselte er durch Vermittlung von Albert Patry zur Schauspielschule des Deutschen Theaters.
Waldow erhielt nach seiner Schauspielerausbildung 1913 sein erstes Engagement am Lessingtheater Berlin, danach spielte er am Kurtheater Helgoland, in Wismar und Lübeck. Im Ersten Weltkrieg war er Soldat an der Westfront. Ab 1918 spielte er am Schauspielhaus Leipzig, dann am Schlosspark Theater in Steglitz, am Schauspielhaus Bremen, an den Hamburger Kammerspielen und am Staatstheater Stuttgart. 1934 kehrte er nach Berlin zurück, wo er an der Tribüne und am Lessingtheater große Erfolge feierte, in letzterem besonders in dem Lustspiel Wenn der Hahn kräht, das im En-suite-Spielbetrieb über 250-mal aufgeführt wurde. Er stand 1944 in der Gottbegnadeten-Liste des Reichsministeriums für Volksaufklärung und Propaganda.
Waldow setzte seine Theaterarbeit auch nach dem Zweiten Weltkrieg vorwiegend in Berlin fort.
Seine erste Filmrolle bekam er 1916 als Hauslehrer in Paul Wegeners Märchenfilm Rübezahls Hochzeit, und fortab sah man ihn als Nebendarsteller in zahlreichen Produktionen. Meist mimte er als Komiker Personen, die sich durch übertriebene Korrektheit oder Besserwisserei hervortun. Staatsanwälte, Rechtsanwälte, Professoren und Lehrer, Direktoren und Vorgesetzte, wohlmeinend-nervige Nachbarn oder besorgte Väter setzte er in seiner charakteristischen Art in Szene.
Außerhalb von Komödien war Ernst Waldow selten zu erleben. In Der verzauberte Tag spielte er den widerlichen Buchhalter Krummholz, dessen abgewiesene Liebe in blinden Hass umschlägt. Am bedeutendsten dürfte in dieser Hinsicht seine Rolle in dem Film Affaire Blum (1948) sein, wo er als beschränkter Kriminalkommissar Schwerdtfeger einen Unschuldigen verfolgt.
Ernst Waldow starb 1964 im Alter von 70 Jahren in Hamburg und wurde auf dem Waldfriedhof Dahlem in Berlin beigesetzt. Das Grab ist nicht erhalten.

## Filmografie (Auswahl)
- 1916: Rübezahls Hochzeit
- 1919: Malaria
- 1920: Die einsame Insel
- 1935: Barcarole
- 1935: Traumulus
- 1935: Der grüne Domino
- 1935: Sie und die Drei
- 1936: Spiel an Bord
- 1936: Das Hofkonzert
- 1936: Boccaccio
- 1936: Wenn wir alle Engel wären
- 1936: Und du mein Schatz fährst mit
- 1937: Die göttliche Jette
- 1937: Der Mann, der Sherlock Holmes war
- 1937: Togger
- 1937: Wenn Männer schweigen
- 1937: Streit um den Knaben Jo
- 1937: Der Biberpelz
- 1938: Rätsel um Beate
- 1938: Großalarm
- 1938: Frauen für Golden Hill
- 1938: Die Frau am Scheidewege
- 1938: Das Mädchen von gestern Nacht
- 1939: Das Ekel
- 1939: Die kluge Schwiegermutter
- 1939: Der Stammbaum des Dr. Pistorius
- 1940: Alles Schwindel
- 1940: Achtung! Feind hört mit!
- 1941: Blutsbrüderschaft
- 1942: Dr. Crippen an Bord
- 1942: Hochzeit auf Bärenhof
- 1942: Wenn die Sonne wieder scheint (Flachsacker)
- 1942: Maske in Blau
- 1942: Ein Zug fährt ab
- 1943: Geliebter Schatz
- 1943: Zirkus Renz
- 1943: Der verzauberte Tag
- 1944: Nora
- 1944: Seinerzeit zu meiner Zeit
- 1944: Das Hochzeitshotel
- 1944/48: Frech und verliebt
- 1944/48: Eine reizende Familie
- 1944/49: Wie sagen wir es unseren Kindern?
- 1945: Der Scheiterhaufen
- 1948: Affaire Blum
- 1948: Schuld allein ist der Wein
- 1950: Eine Nacht im Séparée
- 1950: 0 Uhr 15 Zimmer 9
- 1950: Skandal in der Botschaft
- 1950: Schwarzwaldmädel
- 1950: Es begann um Mitternacht
- 1951: Die verschleierte Maja
- 1951: Professor Nachtfalter
- 1951: Grün ist die Heide
- 1951: Heimat, Deine Sterne
- 1951: Die Dubarry
- 1951: Der blaue Stern des Südens
- 1952: Rosen blühen auf dem Heidegrab
- 1952: Toxi
- 1952: Alle kann ich nicht heiraten
- 1952: Mein Herz darfst Du nicht fragen
- 1952: Der Weibertausch
- 1952: Heimatglocken
- 1953: Der keusche Josef
- 1953: Maske in Blau
- 1953: Liebe und Trompetenblasen
- 1953: Hokuspokus
- 1953: Die Kaiserin von China
- 1954: Raub der Sabinerinnen
- 1954: Sauerbruch – Das war mein Leben
- 1954: Der Zarewitsch
- 1954: Feuerwerk
- 1955: Unternehmen Schlafsack
- 1955: Der Himmel ist nie ausverkauft
- 1955: Vatertag
- 1955: Der fröhliche Wanderer
- 1955: Alibi
- 1955: Drei Tage Mittelarrest
- 1956: Du bist Musik
- 1956: Tausend Melodien
- 1956: Heute heiratet mein Mann
- 1956: Manöverball
- 1956: August der Halbstarke
- 1957: Schütze Lieschen Müller
- 1957: Vater, unser bestes Stück
- 1957: Und abends in die Scala
- 1957: Die große Chance
- 1957: Jägerblut
- 1957: Die fidelen Detektive
- 1957: Familie Schimek
- 1957: 2 Herzen voller Seligkeit
- 1958: Ihr 106. Geburtstag
- 1958: Der Maulkorb
- 1959: Schlag auf Schlag
- 1959: Ein Engel auf Erden
- 1959: Der Haustyrann
- 1959: Peter schießt den Vogel ab
- 1959: Der lustige Krieg des Hauptmann Pedro
- 1960: Bumerang
- 1960: Der letzte Fußgänger
- 1960: Sabine und die 100 Männer
- 1960: Das Spukschloß im Spessart
- 1962: Dicke Luft
- 1962: Schneewittchen und die sieben Gaukler

## Theater
- 1947: Lew Scheinin/Gebrüder Tur: Oberst Kusmin (deutscher Ingenieur) – Regie: Robert Trösch (Theater am Schiffbauerdamm Berlin)
- 1948: John Boynton Priestley: Ein Inspektor kommt – Regie: Fritz Wisten (Theater am Schiffbauerdamm Berlin)
- 1947: Hans Weigel: Barabbas oder Der fünfzigste Geburtstag – Regie: Franz Reichert (Theater am Schiffbauerdamm Berlin)
- 1948: Heinrich von Kleist: Der zerbrochne Krug – Regie: Rochus Gliese (Theater am Schiffbauerdamm Berlin)
- 1950: F. Hugh Herbert: Wolken sind überall – Regie: Erik Ode (Theater am Kurfürstendamm Berlin)
- 1955: Claus Hubalek: Herr Nachtigall – Regie: Falk Harnack (Komödie am Kurfürstendamm Berlin)
- 1959: Samuel A. Taylor/Otis Skinner: Der Lockvogel – Regie: Viktor de Kowa (Renaissance-Theater Berlin)
- 1962: Ferenc Molnár: Spiel im Schloss – Regie: Franz-Otto Krüger (Berliner Theater)
- 1963: Gerald Savory: Wir erwarten Besuch – Regie: Korbinian Köberle (Berliner Theater)
- 1963: Gerhart Hauptmann: Die Ratten – Regie: Boleslaw Barlog (Schillertheater Berlin)

## Hörspiele
- 1947: Kurt Naue nach Konstantin Simonow: Mister Smith schreibt ein Buch – Regie: Hannes Küpper (Berliner Rundfunk)
- 1948: Margot Mertens: Eine himmlische Geschichte – Regie: Hans Zimmermann (Kurzhörspiel – RIAS Berlin)
- 1949: Robert Adolf Stemmle: Affäre Blum – Regie: Erich Engel (Kriminalhörspiel/Hörfilm – NWDR)
- 1949: Kurt Pieper: Die goldenen Leuchter (Gaston Raillard) – Regie: Eberhard Cronshagen (Kurzhörspiel – RIAS Berlin)